# ハルツ山地
座標: 北緯51度45分 東経10度38分 / 北緯51.750度 東経10.633度

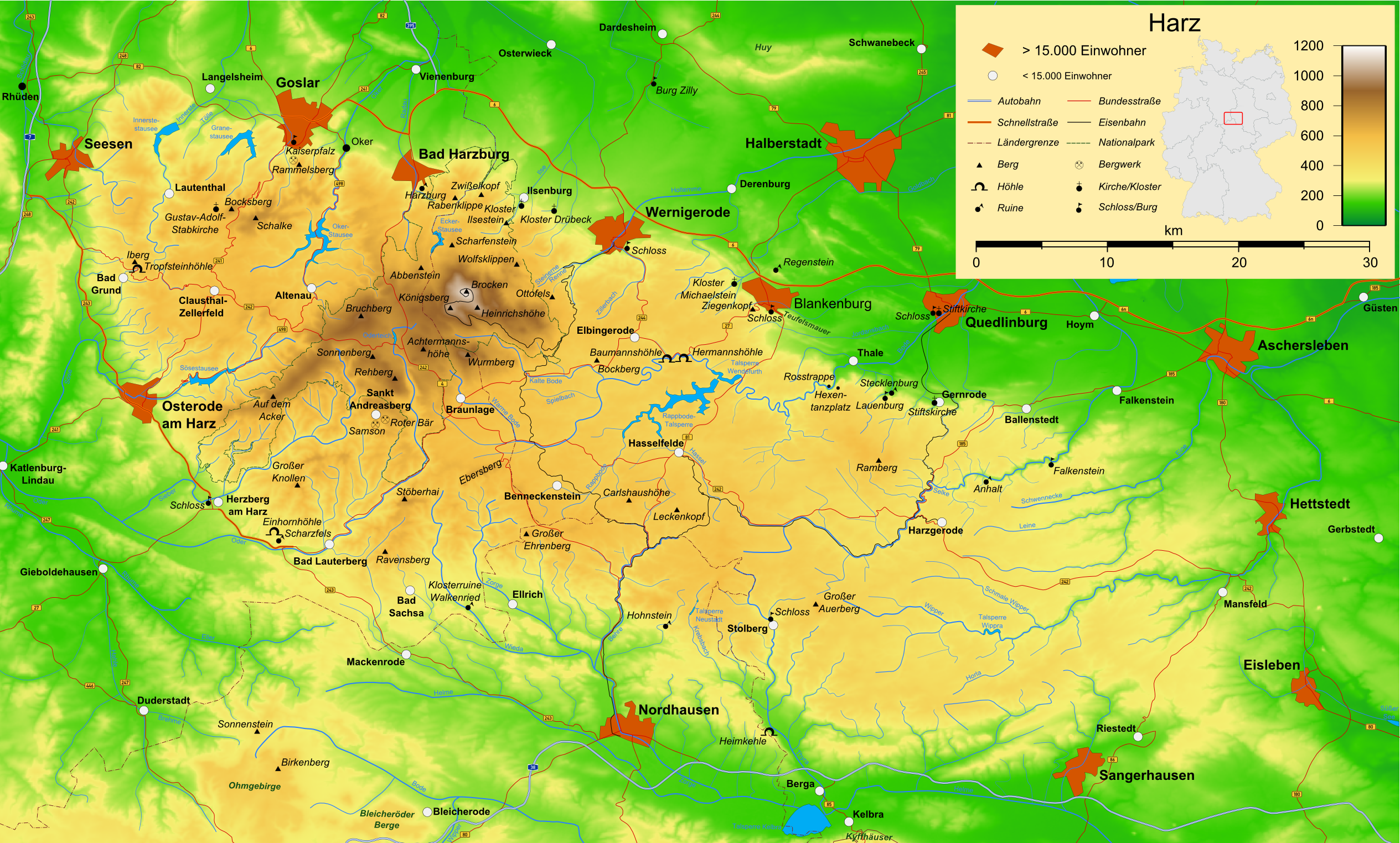
ハルツ山地の地図

ハルツ山地（ハルツさんち、ドイツ語：Harz, Der Harz, Harz (Mittelgebirge)、英語：Harz（ハーズ））は、ドイツの中北部の東方に位置する山地。

## 概要

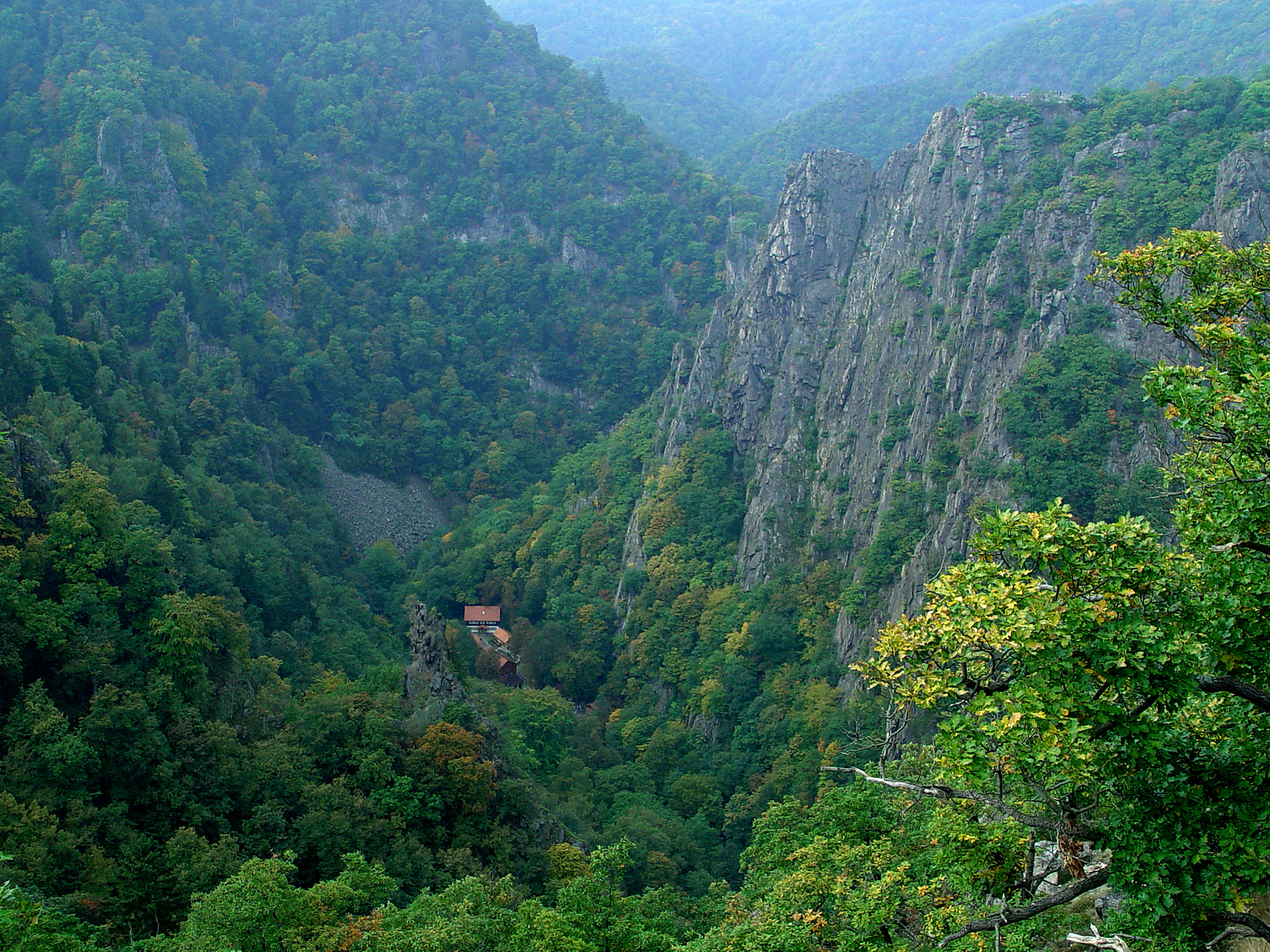
ボーデ渓谷 (en)
ハルツ山地にある圏谷の一つ。

古くから神秘的な山、特に中世では魔女の住む山として認知されてきた。その後、ゲーテやハイネらがハルツに滞在し、紀行などで記した。
また、鉱山としても開発され、多くの地下資源が産出された。
19世紀以降、観光地・保養地として賑わうが、第二次世界大戦後はハルツに東西ドイツの国境が引かれ、分裂した。1990年の再統一後、所属する州はニーダーザクセン州、ザクセン・アンハルト州、テューリンゲン州と3つに分かれているものの、一体感が回復したハルツは観光地としての存在感を再び示し始めている。2006年に国立公園に指定された。山麓には2- 5万人規模の複数の都市が位置しており、山地内には小規模なリゾート都市が多い。山地面積は2,226km2。最も標高が高いのはブロッケン山で1,141mである。
なお、この山地を中心とした地域は「ハルツ・ブラウンシュヴァイガーラント世界ジオパーク」に指定されている。

## 交通
ドイツ鉄道がハルツの北部と南部にそれぞれ東西に路線を走らせている。便利なのはハノーファー（ニーダーザクセン州の州都）－ハレ (ザーレ)（ザクセン・アンハルト州の最大都市）間を結んでいる北部の路線であろう。この線でハルツ山地地方の多くの主要都市（西からゴスラー、バート・ハルツブルク、ヴェルニゲローデ、ハルバーシュタットにアクセスできる。ハルツ山地内を南北に結ぶ路線もある。ハルツ狭軌鉄道がそれにあたり、北部のクヴェードリンブルクやヴェルニゲローデと南部のノルトハウゼンとを結んでいる。同鉄道でブロッケン山頂へもアクセスできる。また、ハルツの北部と南部をそれぞれ東西に高速道路が走っている。

## 主な観光のタイプ
- 都市観光 ：ゴスラーとクヴェトリンブルクは、ユネスコ世界遺産（文化遺産）に登録されている。ほかにヴェルニゲローデ、ハルバーシュタットなどあり。
- 近代化遺産 ：旧ランメルスベルク鉱山（現在は博物館になっている。cf. Liebenburg）は、ユネスコ世界遺産（文化遺産）登録物件である。
- 浴場 ：非常に多い。
- スキー、スノーボード
- ハイキング、登山、ロッククライミング、自転車

## 主要都市

### ニーダーザクセン州
- ゴスラー
- バート・ハルツブルク (Bad Harzburg)
- ヘルツベルク・アム・ハルツ

### ザクセン・アンハルト州
- ハルバーシュタット (Halberstadt)
- ヴェルニゲローデ
- クヴェトリンブルク
- ターレ

### テューリンゲン州
- ノルトハウゼン

## 特産品
- ビール ：ハッセレーダー (Hasseröder) ・ブランドが有名。
- リキュール ：シールカー・フォイヤーシュタイン (Schierker Feuerstein) ・ブランドが有名。
- 魔女グッズ ：人形やバッジなど多数。